# Online Etymology Dictionary
Online Etymology Dictionary (även Etymonline och Etymonline.com) är en nätbaserad engelskspråkig etymologisk ordbok, ursprungligen framtagen omkring 2000–2001 av historikern Douglas R. Harper.